# James Wilson (grundlagsfader)
James Wilson, född 14 september 1742, död 28 augusti 1798, var en amerikansk jurist. Han var en av grundarna till USA samt undertecknare av USA:s självständighetsförklaring. Wilson valdes två gånger till den kontinentala kongressen för Pennsylvania, och var en viktig person bakom utformningen av USA:s konstitution. Wilson var också en ledande juridisk teoretiker och en av de sex ursprungliga domarna som utsågs av George Washington till USA:s Högsta domstol.

## Tidiga år
James Wilson föddes i Carskerdo, nära St. Andrews i Skottland, son till William Wilson och Alison Lindall. Han gick på en rad universitet i Skottland utan att få ut en examen. Präglad av den skotska upplysningen flyttade han 1766 till Philadelphia, Pennsylvania, i Brittiska Amerika. Med sig hade han värdefulla introduktionsbrev vilket möjliggjorde för honom att vara handledare och sedan börja undervisa vid The Academy and College of Philadelphia (idag University of Pennsylvania). Där fick han en examen och blev utnämnd till hedersdoktor i Master of Arts några månader senare.
Snart därefter började Wilson att studera juridik under översyn av John Dickinson. Efter två års studier genomförde han advokatlicensieringsprovet i Philadelphia för tillåtas att utöva juridik inom delstaten Pennsylvania. Året efter (1767) upprättade han sin egen juristfirma i Reading, Pennsylvania. Hans firma var mycket framgångsrik och gjorde honom en mindre förmögenhet på bara några år. Vid det laget hade han en mindre firma nära Carlisle, Pennsylvania, handhade ärenden i åtta län och undervisade vid The Academy and College of Philadelphia.
Den 5 november 1771 gifte han sig med Rachel Bird, dotter till Willian Bird och Bridgette Hulings. De fick sex barn tillsammans.

## Amerikanska revolutionen och åren därefter
År 1774 deltog Wilson vid ett provinsmöte som representant för Carlisle. Han valdes där till ledamot av den lokala korrespondenskommittén som var en form av lokal skuggregering eller milisregering. Med revolution och självstyre i sinnet publicerade Wilson pamfletten Considerations on the Nature and Extent of the Legislative Authority of the British Parliament. Han menade att det brittiska parlamentet inte hade någon rätt att stifta lagar för de amerikanska kolonierna eftersom kolonierna saknade representation i de lagstiftande församlingarna. I pamfletten framgick idén om att all makt utgår från folket. Wilsons publikation jämställs ofta med samtida verk av Thomas Jefferson och John Adams men var i själva verket skrivet redan 1768, och därmed kanske den första övertygande argumentationen i skrift mot det brittiska styret.
År 1775 blev John Wilson utnämnd till överste för 4th Cumberland Conty Battalion och befordrades senare till brigadgeneral för staten Pennsylvanias milis.

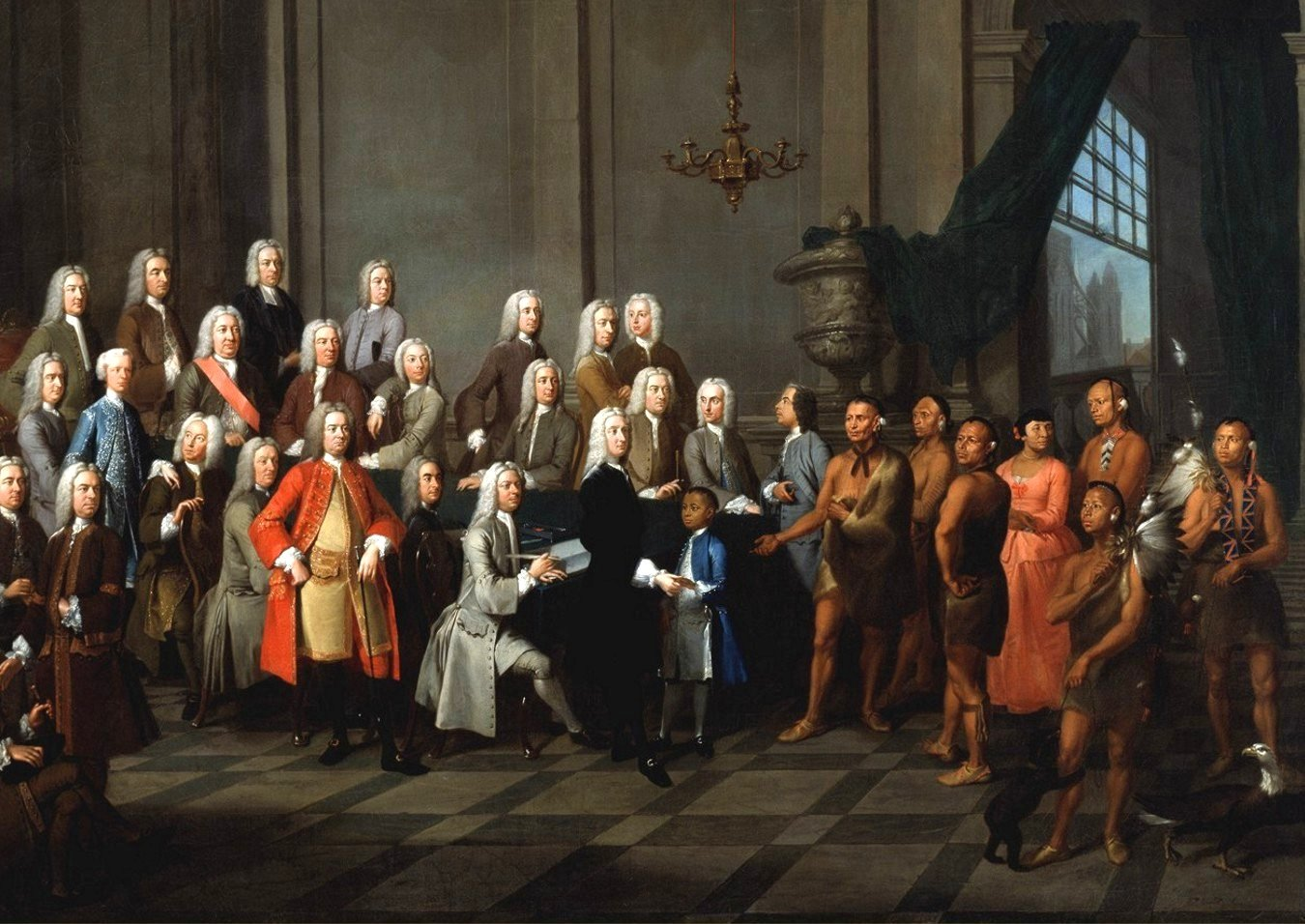
Möte mellan Yamacraw Creek-indianer och koloniförvaltaren för Georgia i England, juli 1734. Lägg märke till/notera att indianpojken (i blå rock) och indiankvinnan (i röd klänning) bär kläder av europeiskt snitt.

Som medlem av den kontinentala kongressen 1776 var Wilson en tydlig förespråkare för självständighet. Med övertygelsen om att det var hans plikt gentemot sina väljare avlade han inte sin röst förrän han haft ett valmöte (Caucus) i sitt distrikt. Först efter att han fått respons röstade han för självständighet. Under sin tid som kongressledamot spelade Wilson en ledande roll i skapandet av the Native American policy (den Amerikanska politiken på ursprungsbefolkningens område), vilken hade för avsikt att "amerikanisera" och integrera ursprungsbefolkningen i det amerikanska samhället genom att "civilisera" dem.
| ”                                                       | Svenska, översättning: Om hans ställningstaganden och med vilken frekvens han deltog i kommittéer rörande indian-ärenden utgör ett index, då var han fram till sin avgång i Kongressen 1777 den mest aktiva och inflytelserika delegaten i utformandet av huvuddragen för bestämmelserna angående relationerna mellan Kongressen och gränsstammarna. Engelska, original: If the positions he held and the frequency with which he appeared on committees concerned with Indian affairs are an index, he was until his departure from Congress in 1777 the most active and influential single delegate in laying down the general outline that governed the relations of Congress with the border tribes. | „ |
| – Historieprofessorn Charles Page Smith om James Wilson | |   |

Från juni 1776 var Wilson också ledamot i utskottet angående spioner (Committee on Spies) tillsammans med John Adams, Thomas Jefferson, John Rutledge och Robert Livingston. Tillsammans definierade de kriterierna för landsförräderi.
Den 4 oktober 1779 inträffade det så kallade Fort Wilson-upploppet. Efter att britterna hade övergivit Philadelphia lyckades James Wilson rädda 23 klienter från att få sina egendomar beslagtagna och från att bli landsförvisade, i ett tvistemål gentemot det radikala delstatsstyret i Pennsylvania. Uppjagade av alkohol och Joseph Reeds, (dåvarande ordförande för Supreme Executive Council of the Commonwealth of Pennsylvania) marscherade en mobb mot kongressledamotens Wilsons hem (vid korsningen av 3rd and Walnut streets) med avsikt att rulla honom i tjära och fjädrar för att sedan jaga ut honom ur staden. Wilson och hans 35 kollegor barrikaderade sig i hans hus, vilket senare fick smeknamnet Fort Wilson. Under stridigheterna som utbröt dog sex personer och ytterligare 17 till 19 skadades. Till slut lyckades stadens militärförband (1st Troop Philadelphia City Cavalry och Baylor's 3rd Continental Light Dragoons) avbryta upploppet mot Wilson och hans kollegor. De som deltog i mobbskaran blev senare benådade och frisläppta av Joseph Reed.
År 1779 accepterade Wilson rollen som generaladvokat för Frankrike i Amerika (Advocate General for France in America). Den posten behöll han till 1783.

## Inflytande på utformandet av Konstitutionen
Wilson, som var en av de mest framträdande juristerna av sin tid, anses vara den mest bildade av grundlagsfäderna. En av meddelegaterna i Philadelphiakonventet, 1787, uttryckte följande bedömning av James Wilson: 

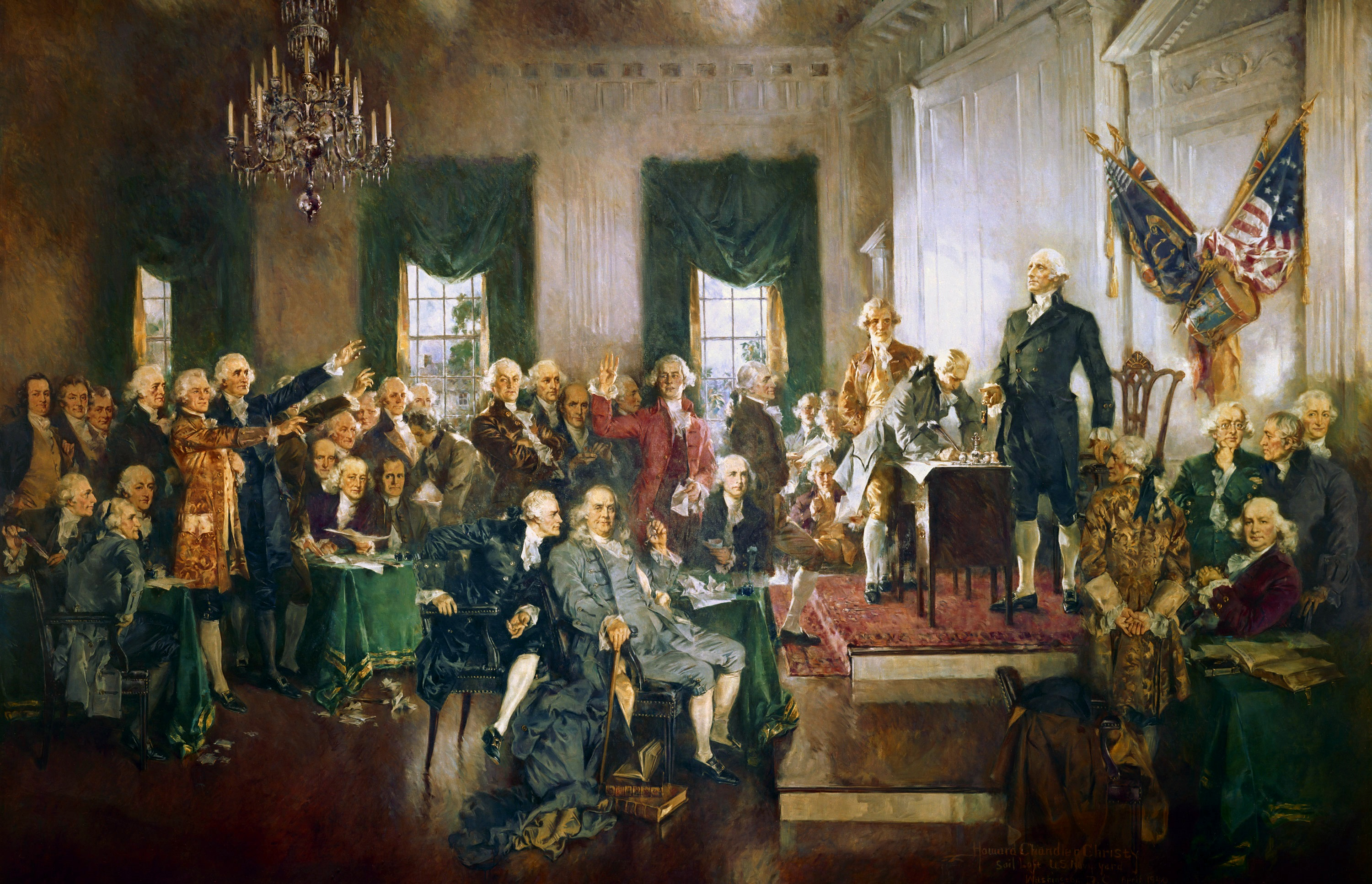
Howard Chandler Christy målning Scenen vid undertecknandet av USA:s konstitution.

| ”               | Svenska, översättning: Statsskick (alt. Regeringsformer) tycks ha varit hans särskilda studium; han känner till alla världens politiska institutioner in i minsta detalj och han kan spåra orsaker och effekter från varje revolution från de tidigaste stadierna av det grekiska samväldet fram till nutid. Engelska, original: Government seems to have been his peculiar study, all the political institutions of the world he knows in detail, and can trace the causes and effects of every revolution from the earliest stages of the Grecian commonwealth down to the present time. | „ |
| – Okänd delegat | |   |

Som ledamot i Committee of Detail (Detaljkommittén) medverkade Wilson i författandet av det första utkastet till Förenta staternas konstitution 1787 (året efter hans hustrus bortgång). Wilson ansåg att senatorer och presidenten skulle tillsättas genom allmänna val. Under Philadelphiakonventet la han även fram den så kallade Tre-femtedelarskompromissen tillsammans med Roger Sherman, vilken innebar att en slav ansågs motsvara tre femtedelar av en fri medborgare vid sammanställningen av invånarantalet som låg till grund för respektive delstats andel representanter i Representantshuset och Elektorskollegiumet. Wilson förstod tidligt de centrala problem som medföljer ett tvådelat självstyre (mellan nation och delstat), men han hade en vision om en näst intill gränslös framtid för Förenta staterna. Han föredrog 168 anföranden under konventet. Dr. Benjamin Rush, en av Philadelphiakonventets åhörare benämnde Wilsons intellekt som kvickt, i termerna one blaze of light.
Även om Wilson inte höll med om alla delar i den slutgiltiga konstitutionen (vilken var utsatt för omfattande kompromisslösningar) var han ändå en stark förespråkare för dess införande. Hans omfattande ratificeringskampanj ledde till att Pennsylvania blev den andra delstaten (efter Delaware) att anta dokumentet. Den 6 oktober 1787 höll Wilson ett anförande vid Pennsylvania State House (Independence Hall) som anses ha haft en avgörande inverkan på ratificeringsdebatten både på lokal såväl som på nationell nivå. Wilsons tal fokuserade särskilt på det faktum att det för första gången i nationens historia skulle en folkvald guvernör tillsättas. Wilson hade även en central roll i revideringsarbetet av Pennsylvanias delstatskonstitution från 1776.

## Utnämning till domare i Högsta domstolen och senare år

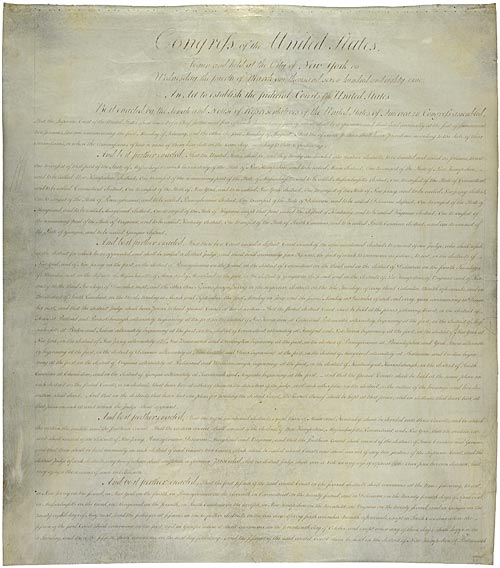
Judiciary Act of 1789 grundlade hela det federala rättsväsendet, inklusive Högsta domstolen. Det var också den första lag att bli delvis ogiltigförklarad av Högsta domstolen.

Den 24 september 1789 utnämnde George Washington James Wilson som domarkandidat till Högsta domstolen i samband med dess upprättande under lagstiftningen Judiciary Act of 1789. Senaten godtog nomineringen två dagar senare, den 26 september, och ytterligare tre dagar senare, den 29 september, tillträdde Wilson som domare i Högsta domstolen under ledning av John Jay (den första chefsdomaren i USA). Under hans tid som domare från 1789 fram till hans bortgång 1798 prövades endast nio fall av Högsta domstolen.
År 1790 blev Wilson Philadelphias akademi och högskolas (Academy and College of Philadelphias) första professor i juridik (den andra professorsinstallationen någonsin vid en akademisk institution i USA). Dock så eftersatte han till större delen undervisningsdelen av sin professur. Likom de flesta av hans samtida akademiker betraktade Wilson akademiska studier i juridik som en del av ett allmänt fostrande av den akademisk utvecklingen, och inte enbart som en förberedelse inför ett yrke.
I april 1791 avbröt han sin första juridikkurs för att uppfylla sina åtaganden som domare i Högsta domstolen. Wilson lär ha påbörjat ytterligare en kurs, men den här gången för andraårsstudenter, antingen under senare delen av 1791 eller i början av 1782. Vid det här laget hade Philadelphias akademi och högskola slagits samman med Delstaten Pennsylvanias universitet (University of the State of Pennsylvania) och bildat University of Pennsylvania. Av någon anledning avbröt Wilson åter igen sin föreläsningsserie och tog aldrig upp dem igen. Undantaget Wilsons första föreläsning publicerades hans föreläsningar först efter hans död i en samling utgiven av hans son Bird Wilson, 1804. Pennsylvanias universitets juristutbildning anger Wilsons föreläsningsserier som grunden till sin undervisningshistoria.

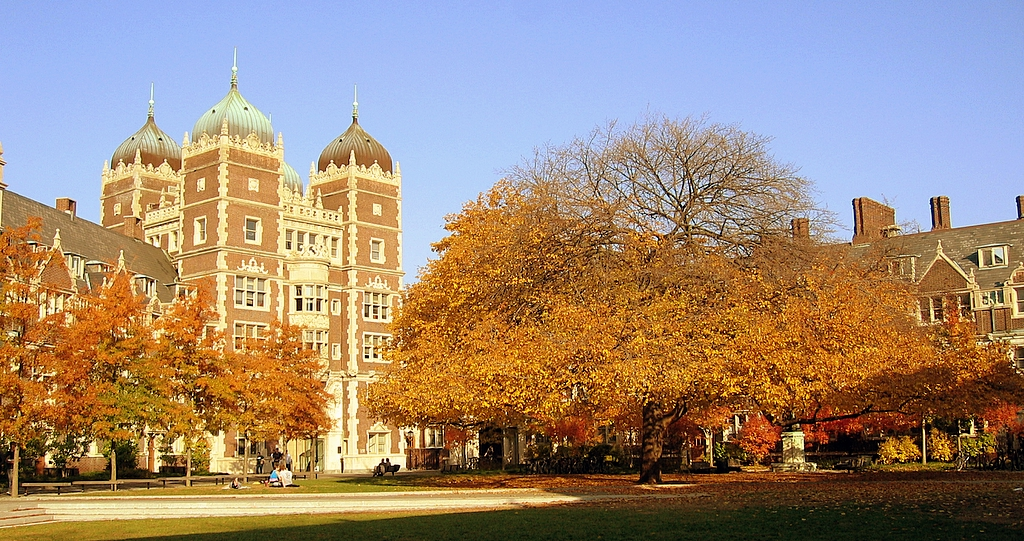
University of Pennsylvania

Wilsons sista år var kantade av finansiella svårigheter och misslyckanden. Med intåget av den ekonomiska depressionen 1796-1797 (Panic of 1796-1797) ― som följde efter att den ekonomiska bubblan kring markspekulationer sprack ― blev Wilson, som investerat i landstycken, djupt skuldsatt. Efter att varit oförmögen att återbetala en mindre skuld i Burlington, New Jersey, blev han till och med fängslad. Wilsons son betalade av hans skuld, men för att undkomma andra fordringsägare flydde Wilson till North Carolina. Han blev dock återigen fängslad men fortsatte likväl att tjänstgöra inom det federala domstolsdistriktet.
År 1798 drabbades Wilson av malaria och senare även en stroke, vilken också tog hans liv, medan han besökte en vän i Edenton i North Carolina. James Wilson blev 55 år gammal. Han begravds på Johnstons begravningsplats vid en plantage nära Edenton. År 1906 flyttades hans kvarlevor till Christ Churchyard i Philadelphia.
| ”                                                       | Svenska, översättning: När man ser över all de händelser Wilson var med om under sin livstid blir man imponerad av hans klara intellekt. Med det följde en outtröttlig energi och en omättlig ambition, en nästan skrämmande vitalitet och åldrades med oförminskad handlingskraft och entusiasm inför nya uppgifter och åtaganden. Men till syvende och sist är ändå den kvarvarande människan trots alla våra efterforskningar fortfarande en gåta. Engelska, original: Tracing over the events of Wilson’s life, we are impressed by the lucid quality of his mind. With this went a restless energy and insatiable ambition, an almost frightening vitality that turned with undiminished energy and enthusiasm to new tasks and new ventures. Yet, when all has been said, the inner man remains, despite our probings, an enigma. | „ |
| – Historieprofessorn Charles Page Smith om James Wilson | |   |

### Notförteckning
1. 1 2 3 4 5  ”James Wilson”. Independence Hall Association. Arkiverad från originalet den 10 juli 2015. https://web.archive.org/web/20150710163946/http://www.ushistory.org/Declaration/Signers/wilson.htm. Läst 9 november 2010.
2. ↑  
”James Wilson”. Information Please. http://www.infoplease.com/biography/us/congress/wilson-james-W000591.html. Läst 9 november 2010.
3. ↑  Henry E., Fritz (1963). The Movement for Indian Assimilation, 1860–1890. University of Pennsylvania Press
4. ↑  
Smith, Charles Page (1956). James Wilson: Founding Father. sid. 72
5. ↑  
Smith, Charles Page (1956). James Wilson: Founding Father. sid. 119
6. ↑  
Fell, John. ”Letters of Delegates to Congress: Volume: 14 October 1, 1779 - March 31, 1780 - John Fell's Diary”. The Library of Congress - American Memory. http://memory.loc.gov/cgi-bin/query/r?ammem/hlaw:@field(DOCID+@lit(dg01416)). Läst 9 november 2010.
7. ↑  Alexander, John K.. ”The Fort Wilson Incident of 1779: A Case Study of the Revolutionary Crowd”. JSTOR. http://links.jstor.org/sici?sici=0043-5597%28197410%293%3A31%3A4%3C589%3ATFWIO1%3E2.0.CO%3B2-0&size=LARGE. Läst 9 november 2010.
8. ↑  ”Ft. Wilson Riots”. Independence Hall Association. Arkiverad från originalet den 2 februari 2011. https://web.archive.org/web/20110202221600/http://www.ushistory.org/gop/tour_ftwilson.htm. Läst 9 november 2010.
9. ↑  
”Library of Congress: James Wilson”. The Library of Congress - American Memory. http://memory.loc.gov/ammem/collections/continental/wilson.html. Läst 9 november 2010.
10. ↑  
St. John, Gerard J. (2004). ”James Wilson: A Forgotten Father” (på Engelska). The Philadelphia Lawyer (Philadelphia Bar Association) "66" (4). http://www.philadelphiabar.org/page/TPLWinter04JamesWilson?appNum=1. Läst 19 november 2010.
11. 1 2 3 4 5  Smith, Charles Page (1956). James Wilson: Founding Father
12. ↑  
Smith, Charles Page (1956). James Wilson: Founding Father. sid. 393

### Källförteckning
- Lossing, Benson John (1850). The Pictorial Field-Book of The Revolution. New York: Harper & Brothers, Publishers
- Henry E., Fritz (1963). The Movement for Indian Assimilation, 1860–1890. University of Pennsylvania Press
- Smith, Charles Page (1956) (på Engelska). James Wilson: Founding Father. Chapel Hill: University of North Carolina Press
- ”James Wilson”. Independence Hall Association. http://www.ushistory.org/declaration/signers/wilson.htm. Läst 9 november 2010.
- ”James Wilson”. Information Please. http://www.infoplease.com/biography/us/congress/wilson-james-W000591.html. Läst 9 november 2010.
- Fell, John. ”Letters of Delegates to Congress: Volume: 14 October 1, 1779 - March 31, 1780 - John Fell's Diary”. The Library of Congress - American Memory. http://memory.loc.gov/cgi-bin/query/r?ammem/hlaw:@field(DOCID+@lit(dg01416)). Läst 9 november 2010.
- Alexander, John K.. ”The Fort Wilson Incident of 1779: A Case Study of the Revolutionary Crowd”. JSTOR. http://links.jstor.org/sici?sici=0043-5597%28197410%293%3A31%3A4%3C589%3ATFWIO1%3E2.0.CO%3B2-0&size=LARGE. Läst 9 november 2010.
- ”Ft. Wilson Riots”. Independence Hall Association. http://www.ushistory.org/gop/tour_ftwilson.htm. Läst 9 november 2010.
- ”Library of Congress: James Wilson”. The Library of Congress - American Memory. http://memory.loc.gov/ammem/collections/continental/wilson.html. Läst 9 november 2010.
- St. John, Gerard J. (2004). ”James Wilson: A Forgotten Father” (på Engelska). The Philadelphia Lawyer (Philadelphia Bar Association) "66" (4). http://www.philadelphiabar.org/page/TPLWinter04JamesWilson?appNum=1. Läst 19 november 2010.